# قبالة مسيحية

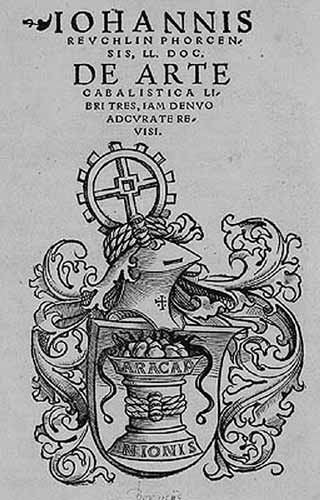
كتاب في القبالة المسيحية "De arte cabalistica libri tres, iam denua adcurate revisi" يعود لسنة 1530 من أعمال یوهان ریشلین.

شهد عصر النهضة ولادة القَبَالة المسيحية أو القبلانية المسيحية وهي فلسفة دينية تتضمن معتقدات وشروحات روحانية فلسفية تفسر الحياة والكون والربانيات. (من اللغة العبرية קַבָּלָה وتعني «الإستقبال»، وغالباً ما تمييز عن القبالة اليهودية والقبالة الهرمسية). للانسان، في القبالة، دوراً رئيسي محوري اذ انها تعتبر ان نفسه وجسده تُوافقا التعبير الإلهي السماوي. عمم هذا المبدأ في القبالة المسيحية بتناغم الخليقة بداخل الإنسان.
مع بدء عصر النهضة في أوروبا، اهتم الفلاسفة الأوروبيون بالقبالة اليهودية وقاموا بترجمة كتبها ودراستها. كما قام التوفيقيون بين الأديان، مثل القباليون المسيحيون والقباليون الهرامسة، كل على حدى، بتطوير مفهومهم عن القبالة باعتبار التوراة هي مصدر شامل وقديم للحكمة. كما دمجوا الافكار القبالية مع مفاهيم الديانات والشعائر الأخرى الغير يهودية. ومع انهيار القبالية المسيحية في عصر التنوير، تحولت القبالية الهرمسية إلى حركة سرية واصبحت نواة حركة التعاليم الباطنية الغربية.